# Dysauxes haberhaueri
Dysauxes haberhaueri är en fjärilsart som beskrevs av Heinrich Friese 1959. Dysauxes haberhaueri ingår i släktet Dysauxes och familjen björnspinnare. Inga underarter finns listade i Catalogue of Life.